# Sig Arno
Sig Arno, ursprungligen Siegfried Aron, född 27 december 1895 i Hamburg, Tyskland, död 17 augusti 1975 i Woodland Hills, Kalifornien, var en tysk skådespelare. Han var verksam som komiker och skådespelare i Tyskland under 1920-talet och 1930-talet. Han kom senare till Hollywood där han verkade fram till 1950-talet. Totalt medverkade han i över 140 filmer men även i tre Broadway-produktioner.

## Filmografi, urval
- 1929 – En förlorads dagbok
- 1929 – Pandoras ask
- 1939 – Ringaren i Notre Dame
- 1940 – Den så kallade kärleken
- 1942 – Dårarnas paradis
- 1942 – Manhattan
- 1943 – Hon som kom köksvägen
- 1945 – Flickor, ohoj!
- 1950 – Ur vattnet i elden